# Distigmina
La distigmina, in genere commercializzata come sale bromuro di distigmina,  è un inibitore della colinesterasi, reversibile, con azione farmacologica molto simile a quella della piridostigmina e della neostigmina, ma più prolungata nel tempo. Chimicamente la molecola è un composto quaternario di ammonio.

Il composto non è in vendita in Italia, ma in alcuni paesi europei (ad esempio nel Regno Unito) è venduto dalla società farmaceutica Sanofi-Aventis con il nome commerciale di Ubretid nella forma farmaceutica di compresse contenenti 5 mg di principio attivo.

## Farmacodinamica
Distigmina agisce inibendo in modo reversibile l'enzima colinesterasi. Questo suo effetto determina un'intensificazione ed un prolungamento dell'azione dell'acetilcolina, un mediatore chimico fisiologicamente presente a livello delle terminazioni nervose colinergiche sia nel sistema nervoso centrale (SNC) che nel sistema nervoso periferico (SNP).

In modo simile e sovrapponibile il composto comporta un'intensificazione dell'azione delle sostanze di tipo barbiturico e oppioide.

## Farmacocinetica
Distigmina dopo somministrazione per via orale viene scarsamente assorbita dal tratto gastroenterico: la biodisponibilità si aggira intorno al 5% o meno. 
L'inibizione massima della colinesterasi plasmatica raggiunge un picco a 9 ore dalla somministrazione intramuscolare di distigmina bromuro e persiste per un'intera giornata. 
Nel giro di 24 ore dall'intramuscolare il farmaco viene eliminato dall'organismo attraverso l'emuntorio renale in una percentuale pari al 50%.
Dopo infusione endovenosa distigmina viene eliminata dall'organismo per l'85% con le urine e solo per una piccola frazione tramite escrezione biliare con le feci (4%).
A seguito di somministrazione orale la situazione si rovescia con l'88% del farmaco eliminato con le feci e solo il 6.5% con le urine.

## Usi clinici
È indicata nella prevenzione pre-e post-operatoria dell'atonia intestinalee dell'ileo paralitico.
Trova inoltre indicazione del trattamento della vescica neurogena e nel trattamento della ritenzione urinaria post-operatoria (in quest'ultima indicazione appare più semplice e scevro da rischi il cateterismo vescicale).
Il farmaco, in associazione con parasimpaticomimetici a breve durata d'azione, è stato utilizzato con successo nel trattamento della miastenia gravis.

## Effetti collaterali e indesiderati
In corso di trattamento si possono osservare diversi effetti avversi come sudorazione profusa, scialorrea, dolore addominale che può associarsi a diarrea. Alcuni soggetti riferiscono tenesmo vescicale, ovvero un bisogno continuo, quasi irrefrenabile, doloroso e spesso vano di mingere, associato a fastidiosa sensazione di calore e di bruciore urente.

Con relativa frequenza è stata anche segnalata l'insorgenza di miosi e di visione alterata. Raramente si possono verificare convulsioni e disturbi di tipo parkinsoniano.
L'effetto avverso di maggior rischio che si può verificare durante il trattamento con distigmina bromuro è il blocco neuromuscolare dovuto all'accumulo di acetilcolina a livello delle placche motrici.

## Controindicazioni
Distigmina è controindicata nei soggetti con ipersensibilità nota al principio attivo oppure ad uno degli eccipienti utilizzati nella formulazione farmacologica. 
Il farmaco è anche controindicato nelle ostruzioni spastiche o meccaniche del tratto gastrointestinale o urinario, nello shock post-operatorio grave e in caso di insufficienza circolatoria. 
Nei soggetti affetti da bradicardia, ipotensione, angina pectoris, asma bronchiale, malattia di Parkinson, epilessia, ulcera peptica la somministrazione deve essere eseguita con cautela.

## Dosi terapeutiche
La distigmina  è somministrata per via intramuscolare a distanza di 12 ore dall'esecuzione di un'operazione chirurgica al dosaggio di 500 µg. Tale dose è ripetebile ogni 24 ore finché l'intestino non torna a canalizzarsi (ripresa delle evacuazioni) e la vescica ristabilisce le sue normali funzioni (ripresa delle minzioni).

Il farmaco può essere anche somministrato per via orale, in genere a stomaco vuoto, in dosi di 5 mg al giorno (equivalente a una compressa), in alcuni casi aumentabili fino a 10 mg/die. Nel trattamento della vescica neurogena i medesimi dosaggi vengono assunti a giorni alterni.

## Sovradosaggio
I sintomi e segni da intossicazione acuta da distigmina dipendono da un'eccessiva stimolazione colinergica.
Un'eccessiva persistenza di acetilcolina può infatti condurre a broncocostrizione, bradicardia, ipotensione arteriosa, scialorrea, debolezza muscolare marcata, convulsioni, paralisi respiratoria, depressione respiratoria e coma da ipossiemia. Sono state descritte anche aritmie ventricolari. 
La somministrazione di atropina come antidoto è specifica e molto efficace per mitigare i gravi effetti collaterali di tipo muscarinico.